# Blue System
Blue System was een Duits muziekproject van Dieter Bohlen en Rolf Köhler dat in 1987 was opgericht na het uit elkaar vallen van Modern Talking in hetzelfde jaar.

## Introductie
Dieter Bohlen was dankzij Modern Talking een internationaal gezicht geworden en wilde zijn carrière na Modern Talking voortzetten als producer van andere artiesten, maar wilde deze keer ook zelf een eigen band oprichten met hemzelf als leadzanger. Echter was de platenmaatschappij daar niet enthousiast over, vanwege zijn beperkte stem. Dat was ook de reden dat Dieter nooit (op een lied na) met Modern Talking had meegezongen en deed alsof.
Toen richtte Dieter een 'speciale band' op: Blue System. Met Dieter uiteraard als gezicht van de band. Dieter zong de coupletten van de meeste liedjes in en Rolf Köhler zong de meeste refreinen in. De muziek werd gecomponeerd door Dieter Bohlen samen met zijn vaste studiomedewerker Luis Rodriguez en de arrangementen en de meeste muzikale inspiraties werden door Rolf Köhler, Detlef Wiedeke en Michael Scholz verleend.
Dieter Bohlen en Rolf Köhler stonden centraal in Blue System, alhoewel door de jaren heen ook meerdere vocalen zijn toegetreden in Blue System: Madeleine Lang, Marion Schwaiger en Nadja Abdel Farrag. Deze zangeressen waren over het algemeen 'bij-vocalen' naast de hoofdvocalen.
Blue System was vergelijkbaar met de muziek van Modern Talking, al was het toch niet zo succesvol als Modern Talking. Waar de fans van Modern Talking vooral aan moesten wennen was aan de zangwijze die in Blue System werd toegepast.
Dieter wist met een soort schor laag stemgeluid zijn valse zang redelijk te beperken, alhoewel zijn zangwijze in veel nummers nogal te wensen overliet. Rolf Köhler had een zeer krachtige, diepe 'rokersstem' en zong in sommige liedjes in het tweede deel van het refrein met een hoge stem, net zoals in het koor van Modern Talking.
Bij optredens en videoclips waren er vaak ook andere bandleden te zien, die in werkelijkheid geen muzikale of vocale inbreng hadden op de platen van Blue System. Het waren jonge, aantrekkelijke mensen die slechts voor een mooi plaatje zorgden.
Van Blue System zijn in totaal 23 videoclips uitgebracht. Rolf Köhler was echter in alle videoclips niet te zien geweest en was ook nooit betrokken geweest bij de optredens van Blue System. Op de videoclips en tijdens optredens bewoog Dieter namelijk zijn lippen tijdens de momenten dat Rolf begon te zingen, tijdens de meeste refreinen dus.
Sommige liedjes zong Dieter wel mee tijdens het refrein, en zong Rolf op de achtergrond of als bij-vocaal zoals "sorry Little Sarah". Er waren 2 liedjes van Blue System waarin Dieter helemaal niet in meezong: "Try The Impossible" (uit het album Obsession) en "Shame Shame Shame" (uit het album Here I'Am), alleen Rolf Köhler was in deze liedjes te horen en in die laatste ook een onbekende stem met buitenlands accent. Rolf heeft echter in alle liedjes van Blue System gezongen, bij de meeste liedjes als de leadzanger van het refrein en in enkele liedjes als achtergrondzanger (waarbij Dieter wel in het refrein zong). Er was echter één lied waarbij Rolf de coupletten zong met Dieter en dat was namelijk "Freedom" uit het album Body To Body.

## Muziek
In oktober 1987 kwam hun eerste single "Sorry Little Sarah" uit en werd al meteen een grote hit. De single en de clip kwamen al uit nog vóór dat Modern Talking werd beëindigd. Dit lied was eigenlijk bedoeld voor Modern Talking, maar Dieter vond hem wel goed als eerste single voor Blue System. De nummers van het eerste album "Walking On A Rainbow" leken nog precies als Modern Talking nummers, met hoge klanken, en het leek alsof Dieter de stem van Thomas Anders probeerde na te doen. Dieter zong in de meeste nummers van het eerste album wel mee in het refrein. Maar vanaf het tweede album had Blue System een eigen stijl. De beats werden strakker en de muziek klonk wat stoerder.
In de jaren 1987 tot en met 1994 vallen veel nummers van Blue System onder het genre italodisco. De muziek had veel weg van Modern Talking, vooral van het eerste album van Blue System. Vanaf het tweede album, Body Heat, had Blue System een duidelijk andere stijl dan Modern Talking. De beats waren harder en strakker en de muziek stond wat steviger in de schoenen en de hoge klanken beperkten zich. Ook de hoge stemmen ontbraken volledig: Rolf zong in dit album met een 'dark voice'. Vanaf het tweede album, Twilight, leken de nummers weer wat op Modern Talking. Rolf zong in sommige liedjes zoals "Magic Symphony" weer met een hoge stem in het tweede deel van het refrein. In de daarop volgende albums zijn er weer veel liedjes met hoge klanken en vooral een opvallende 'overdreven overproductie'. Blue System heeft in deze albums een eigen stijl ontwikkeld wat gebaseerd is op Modern Talking, maar toch anders klinkt.
Vanaf 1990 was Blue System vooral een band dat niet populair was bij de jeugd. De eurodance had zijn intrede gedaan in de mainstream vanaf de jaren 90 en de italodisco producties waren gestopt. Echter bleef Blue System tot en met 1994 met deze stijl werken. Hierbij was Blue System vooral gericht op de wat 'oudere' doelgroep in plaats van tieners. Maar hierdoor verloor Blue System de hogere plekken in de hitlijsten. Alhoewel het album "Backstreet Dreams" uit 1993 het ook nog erg goed deed, met een 5de plaats in de Duitse albumlijst tot gevolg, maar ook dat was een 'volwassenen album'.
Vanaf 1994 stapte ze definitief over naar eurodance. Luis Rodriguez en zijn team werkte vanaf dat moment niet meer mee met de Dieter Bohlen producties. Ook werd de muziek in een andere studio geproduceerd en door een ander team. Een team dat beschikte over moderne apparatuur.
De nummers van het album X klonken zoals de meeste eurodance nummers uit begin jaren 90. Rolf Köhler zong vanaf dit album op een iets andere manier dan de albums hiervoor, iets vlotter, vanwege dat de nummers ook veel sneller waren. Ook zong hij nergens meer met de hoge stem.
Deze verandering in stijl kon echter niet meer teruggekeerd worden en hiermee was de oude typische stijl van de producers van Blue System verloren gegaan. Echter was de verandering niet weerzinwekkend succevoller dan dat het was. Alhoewel "Laila" het erg goed deed in de charts.

## Systems in Blue
In 1997 kwam er een einde aan Blue System. Dieter en Thomas Anders gingen weer samenwerken en daarom ging de band weer verder als Modern Talking. In 2003 is Modern Talking voor het tweede maal uit elkaar gegaan. Dieter Bohlen ging verder onder zijn eigen naam. Rolf Köhler en de twee achtergrondzangers wilde dat jaar weer verdergaan met Blue System. Dieter spande toen een rechtszaak aan tegen de bandleden omdat hij vond dat deze de naam Blue System in het vervolg niet zomaar mochten gebruiken voor commerciële doeleinden. De overige bandleden van het project zijn toen verdergegaan onder een naam die lijkt op de oude naam: Systems in Blue. Overigens hebben ze ook hetzelfde logo en imago van Blue System genomen en zijn ook gewoon op dezelfde wijze verdergegaan als Blue System.

## Discografie

### Albums
- 1987 Walking On A Rainbow
- 1988 Body Heat
- 1989 Twilight
- 1990 Obsession
- 1991 Seeds Of Heaven
- 1991 Deja Vu
- 1992 Hello America
- 1993 Backstreet Dreams
- 1994 21st Century
- 1994 X-Ten
- 1995 Forever Blue
- 1996 Body To Body
- 1997 Here I Am

### Singles
- 1987 Sorry, Little Sarah
- 1988 Big Boys Don't Cry
- 1988 My Bed Is Too Big
- 1988 She's A Lady
- 1988 Under My Skin
- 1988 Silent Water
- 1989 Love Suite
- 1989 Magic Symphony
- 1989 Love Me On The Rocks
- 1990 48 Hours
- 1990 Love Is Such A Lonely Sword
- 1990 When Sarah Smiles
- 1990 Magic Symphony [PWL Remix]
- 1991 Lucifer
- 1991 Testamente D'Amelia
- 1991 Deja Vu
- 1991 It's All Over (met Dionne Warwick)
- 1992 Romeo & Juliet
- 1992 I Will Survive
- 1992 Romeo & Juliet
- 1993 History
- 1993 Operator
- 1994 6 Years - 6 Nights
- 1994 That's Love
- 1994 Dr. Mabuse
- 1995 Laila
- 1996 Only With You
- 1996 For The Children
- 1996 Body To Body
- 1997 Love Will Drive Me Crazy
- 1997 Anything